# Air Atlanta Europe
Air Atlanta Europe est une compagnie aérienne basée à Malte et une société sœur d'Air Atlanta Icelandic, toutes deux opérant sous la marque Air Atlanta. La compagnie aérienne est spécialisée dans les opérations ACMI (aéronefs, équipage, maintenance et assurance, en anglais Aircraft, Crew, Maintenance, and Insurance) et les opérations d'affrètement pour les clients internationaux.

## Histoire
La compagnie aérienne Air Atlanta Europe a été fondée en 2002 en tant que compagnie aérienne basée au Royaume-Uni et appartenant au même propriétaire qu'Air Atlanta Icelandic. Elle exploitait principalement des avions de ligne gros porteurs long-courriers. La compagnie aérienne a cessé ses activités en 2008.
En 2021, Air Atlanta Europe a été rétablie à Malte et continue de fonctionner en tant que société sœur d'Air Atlanta Icelandic. La compagnie aérienne se concentre sur la fourniture de services ACMI et charters, préservant l'héritage de la marque Air Atlanta.

## Flotte
La flotte d'Air Atlanta Icelandic est constitué de 10 appareils en février 2025:
- Boeing 747 cargo
- Boeing 777-200ER passagers[5]
- Boeing 777-300ER passagers

## Galerie

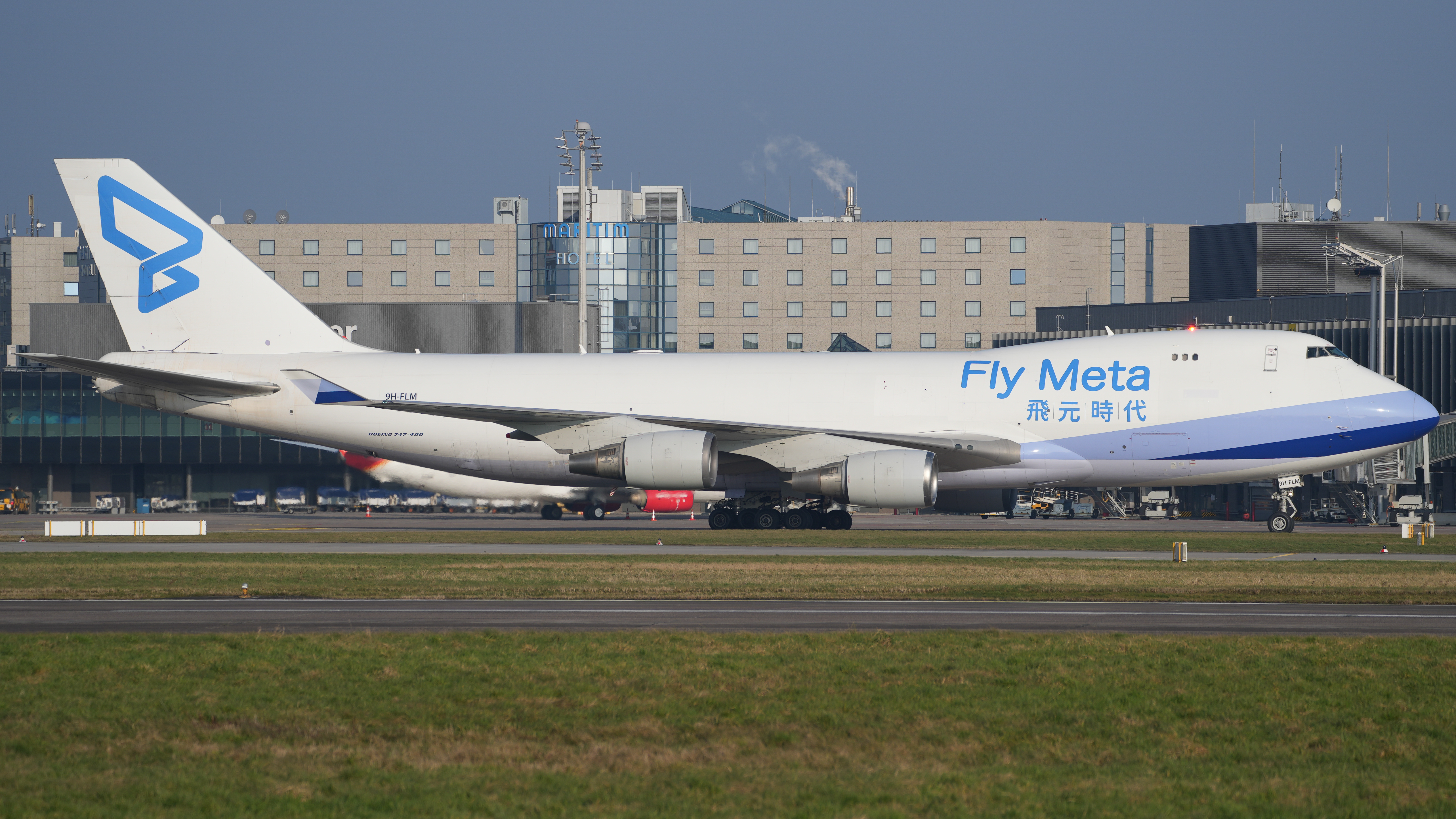
Un Boeing 747 d'Air Atlanta Europ
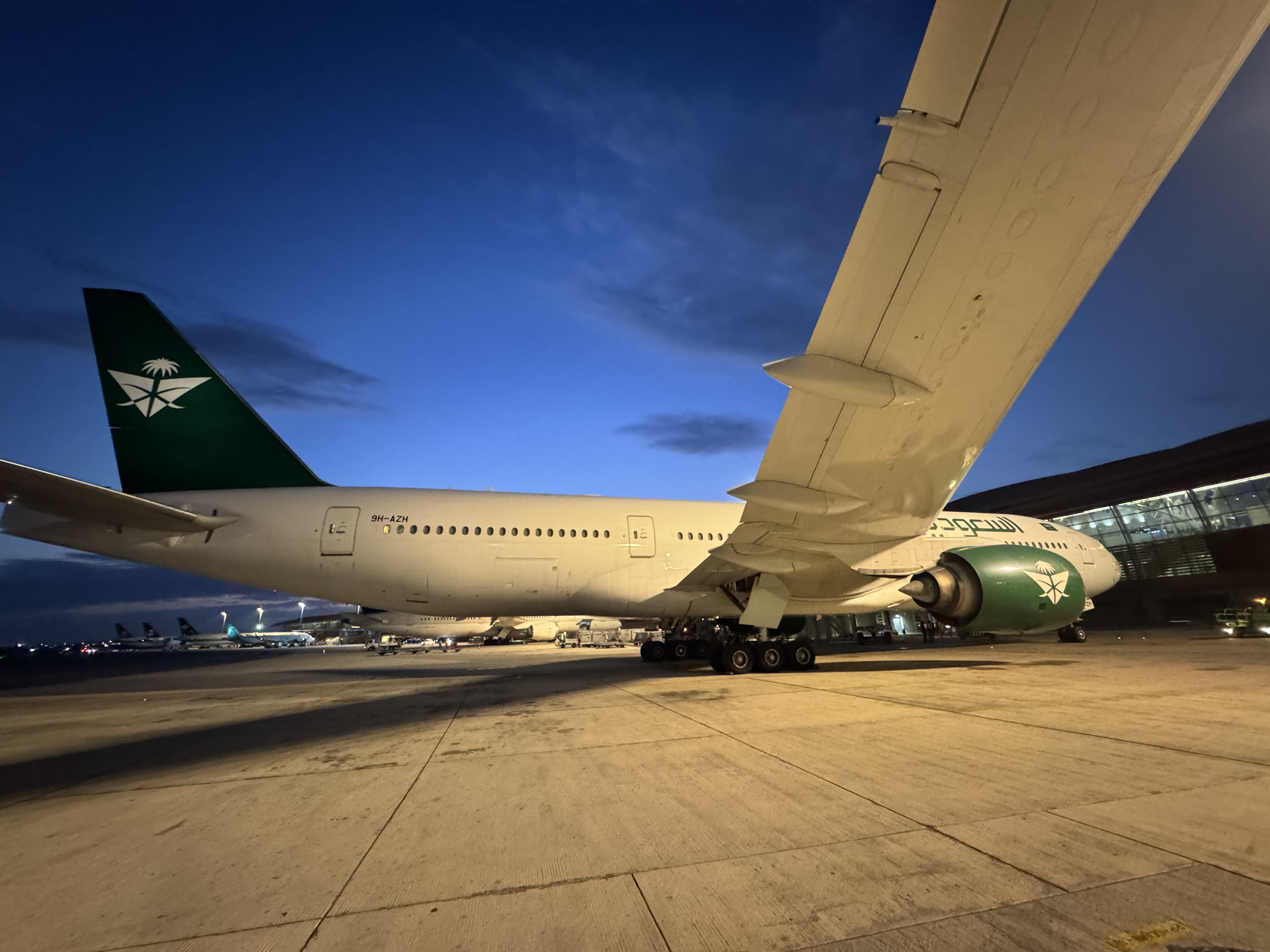
Un Boeing 777-200ER d'Air Atlanta Europe
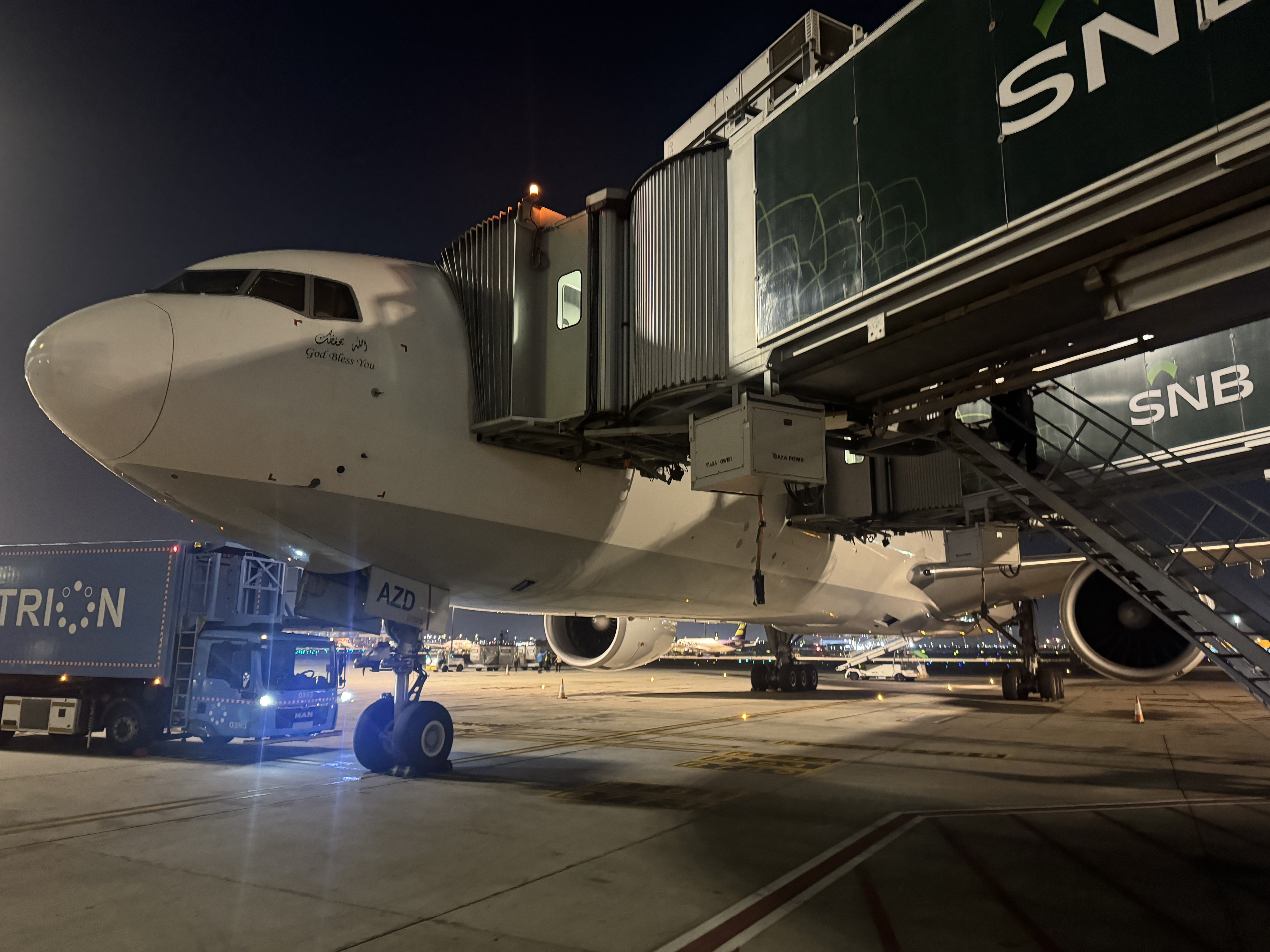
Un Boeing 777-300ER d'Air Atlanta Europe